# جوزفین لاوت
جوزفین لاوت (انگلیسی: Josephine Lovett؛ ‏۲۱ اکتبر ۱۸۷۷ – ۱۷ سپتامبر ۱۹۵۸) فیلم‌نامه‌نویس و بازیگر اهل ایالات متحده آمریکا بود.
از فیلم‌ها یا برنامه‌های تلویزیونی که وی در آن نقش داشته‌است، می‌توان به تندر درون اشاره کرد.